# Elezioni generali nel Regno Unito del 1874
Le elezioni generali nel Regno Unito del 1874 si svolsero dal 31 gennaio al 17 febbraio e videro il Partito Liberale, nel governo uscente guidato da William Ewart Gladstone, perdere in maniera decisiva per quanto riguardò il numero di seggi ottenuti, nonostante il partito fosse riuscito ad ottenere la maggioranza dei voti. Il Partito Conservatore di Benjamin Disraeli ottenne la maggioranza dei seggi alla Camera dei comuni, perlopiù per merito del grande numero di collegi in cui vi era solo il candidato conservatore. Fu la prima vittoria dei conservatori in un'elezione generale sin dal 1841. La decisione di Gladstone di indire elezioni sorprese i suoi colleghi, consci del grande malscontento che serpeggiava nella coalizione. I non conformisti, ad esempio, erano insoddisfatti delle politiche educative, i lavoratori non gradivano le nuove leggi sindacali e le restrizioni sull'alcool. I conservatori salirono nei consensi della classe media, mentre Gladstone intendeva abolire la tassa sui guadagni, cosa che però non riuscì a far approvare dal suo governo. Il risultato, alla fine, fu un disastro per i liberali, che passarono da 387 deputati a soli 251, mentre i conservatori passarono da 271 a 342. Per la prima volta in assoluto, i nazionalisti irlandesi ottennero seggi, eleggendo 59 deputati.
Le elezioni videro anche i nazionalisti irlandesi della Home Rule League divenire il primo significativo "terzo partito" in Parlamento. Quelle del 1874 furono le prime elezioni generali a tenersi con voto segreto; i molti voti ai nazionalisti irlandesi potrebbero essere dovuti proprio all'effetto del voto segreto, in quanto gli inquilini non potevano più temere l'incarcerazione se avessero votato contro le indicazioni del proprietario.
Quelle del 1874 furono le uniche elezioni sin dall'introduzione del voto segreto in cui un partito fu sconfitto nonostante l'attribuzione della maggioranza del voto popolare. Questo avvenne principalmente perché oltre 100 candidati conservatori furono eletti senza sfidanti, e non vi furono pertanto sfide nei collegi in cui i conservatori erano popolari.
Nel 1874 vennero eletti 652 deputati, 6 in meno delle elezioni precedenti. A seguito di accuse di corruzione,  i collegi conservatori di Beverley e Sligo Borough, e i collegi liberali di Bridgwater e Cashel, erano stati aboliti.

## Risultati
| Liste | Liste        | Voti      | %     | Variazione % | Seggi | Variazione seggi |
| ----- | ------------ | --------- | ----- | ------------ | ----- | ---------------- |
|       | Liberale     | 1.281.159 | 52,0% | 9,5%         | 242   | 139              |
|       | Conservatore | 1.091.708 | 44,3% | 5,9%         | 350   | 79               |
|       | Home rule    | 90.234    | 3,7%  | —            | 60    | 60               |
|       | Altri        | 2.936     | 0,0%  | —            | 0     | —                |

|              |              |  |        |        |
| ------------ | ------------ |  | ------ | ------ |
| Liberali     | Liberali     |  | 51,95% | 51,95% |
| Conservatori | Conservatori |  | 44,27% | 44,27% |
| Home rule    | Home rule    |  | 3,66%  | 3,66%  |
| Altri        | Altri        |  | 0,12%  | 0,12%  |

|              |              |  |        |        |
| ------------ | ------------ |  | ------ | ------ |
| Liberali     | Liberali     |  | 37,12% | 37,12% |
| Conservatori | Conservatori |  | 53,68% | 53,68% |
| Home rule    | Home rule    |  | 9,2%   | 9,2%   |